# Веселе (заповідне урочище)
Веселе — заповідне урочище в Україні, об'єкт природно-заповідного фонду Сумської області.
Розташований на схід від міста Тростянець на землях Люджанської сільської ради Тростянецького району, у лісовому фонді ДП «Тростянецьке лісове господарство»:  кв. 4 (діл. 10, 12, 15, 19-20).

## Опис
Площа урочища 36,3 га, статус — з 28.07.1970 року. 
Статус надано для охорони високобонітетних сосново-модринових лісових насаджень, створених у 1901-1903 роках на лівому корінному березі р. Боромля. Входить до складу території Національного природного парку «Гетьманський».

## Галерея

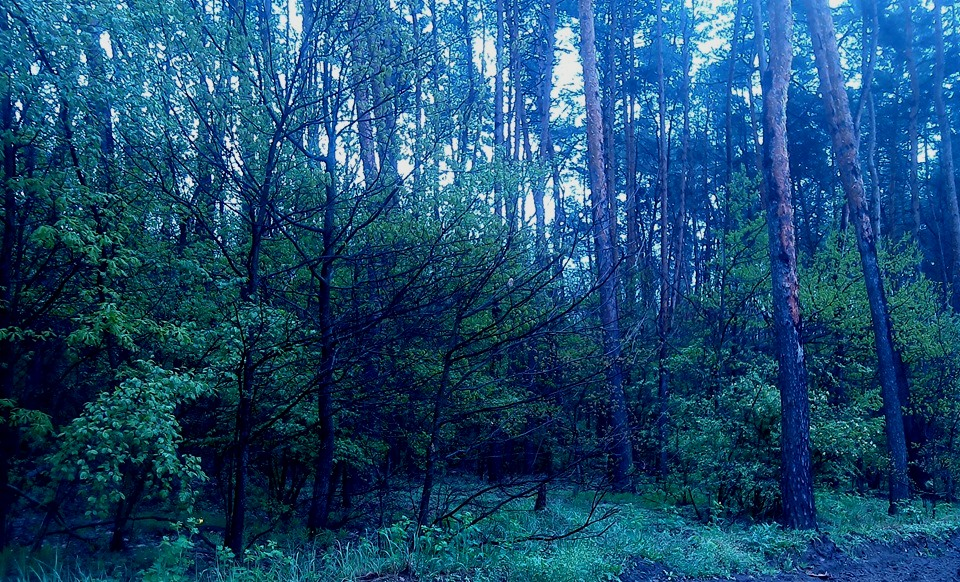
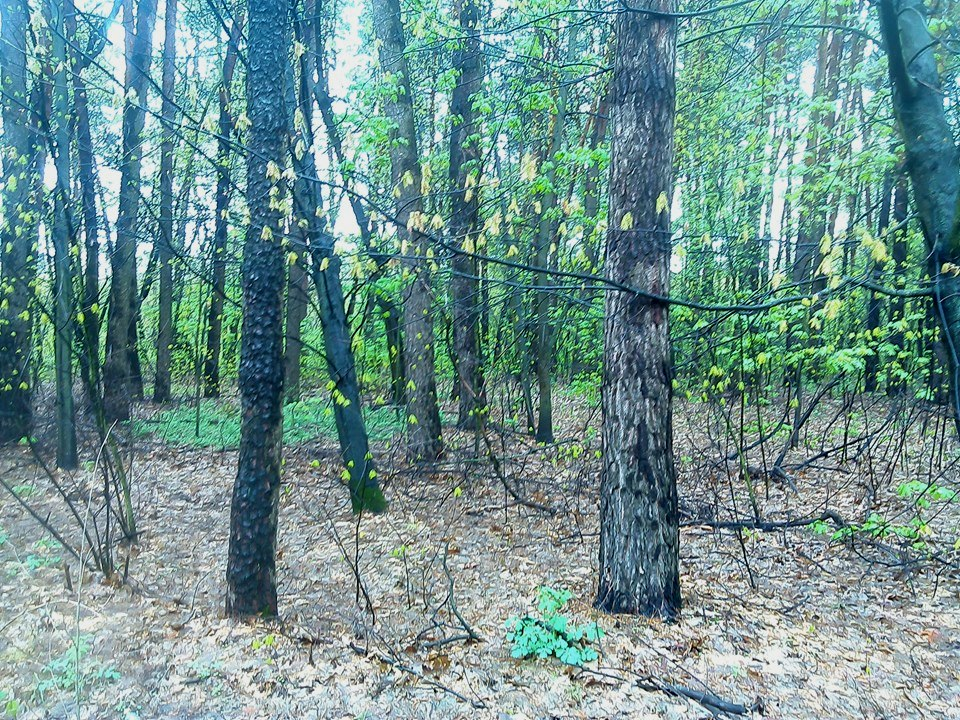
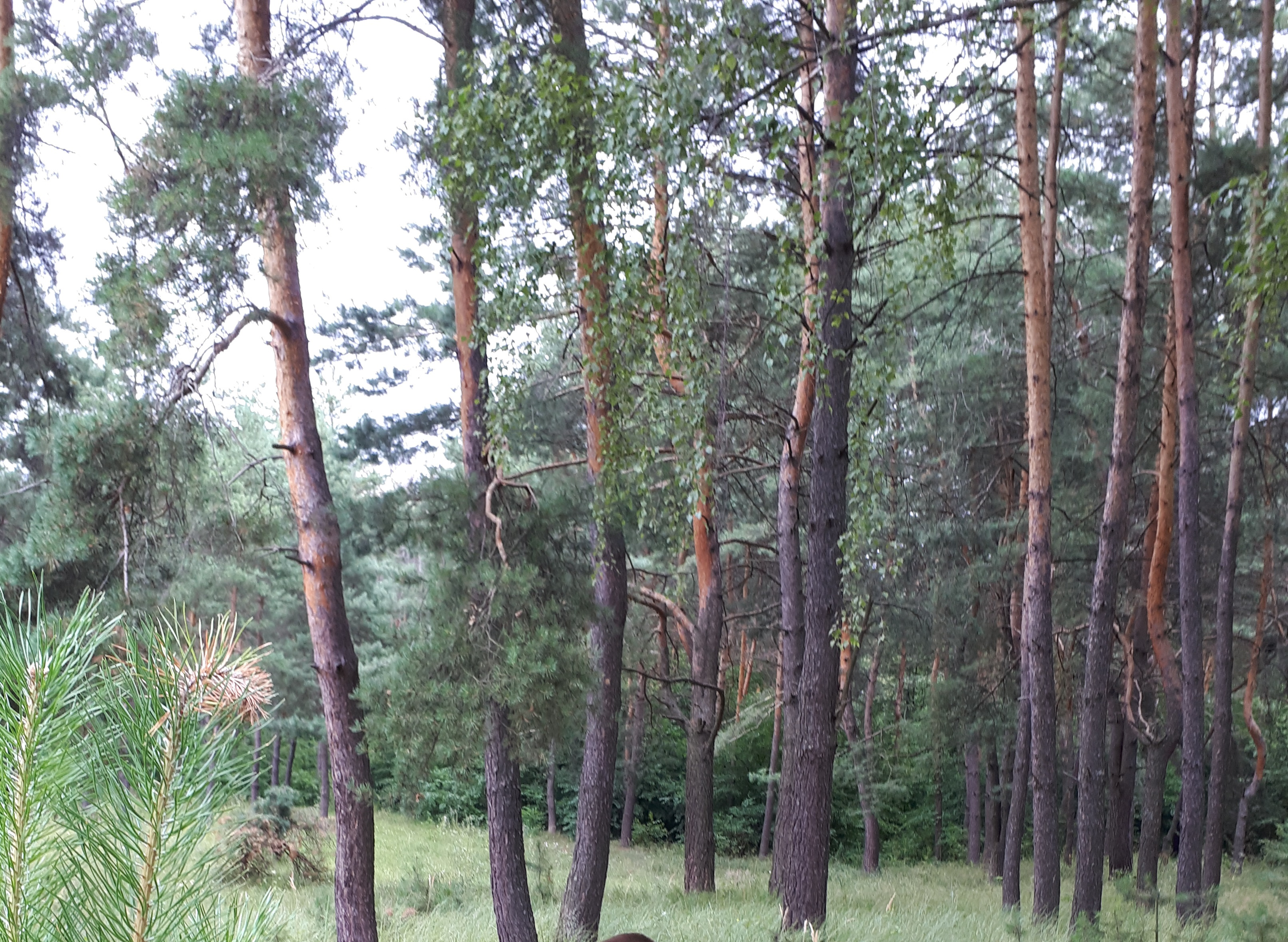